# Henryk Plich
Henryk Plich (ur. 23 stycznia 1904 w Łodzi, zm. 11 października 1986) – polski artysta malarz.

## Życiorys
Ukończył sześcioklasowe gimnazjum, a następnie, z przerwą na służbę w 26. Pułku Artylerii Lekkiej w Skierniewicach, ukończył studia na Akademii Sztuk Pięknych w Krakowie (1924 – 1932), początkowo jako uczeń Władysława Jarockiego, następnie Wojciecha Weissa, Teodora Axentowicza, Felicjana Kowarskiego i Karola Frycza. Podczas studiów odbywał plenery z Felicjanem Kowarskim i Stanisławem Kamockim. Po studiach realizował freski w kościele garnizonowym w Lublinie, pod kierunkiem Karola Frycza. Po powrocie z Lublina do Łodzi, do 1939 pracował jako rysownik – kreślarz w łódzkim oddziale Polskiej Akcyjnej Spółki Telefonicznej, a ponadto poświęcał się pracy twórczej, urządzając wystawy w salonie sztuki w Parku im. H. Sienkiewicza czy w Gimnazjum Miejskim.
Podczas II wojny światowej przebywał w Łodzi, pracując w fabryce żakardu jako projektant tkanin. Po wyzwoleniu był dekoratorem miejskim – radcą do spraw plastyki Wydziału Kultury Prezydium Rady Narodowej w Łodzi (1945–1950). W 1945 zaprojektował i zrealizował buławę marszałka Michała Roli-Żymierskiego, a także w hallu gmachu Prezydium Rady Narodowej w Łodzi (ul. Piotrkowska 104) – witraż oraz tablicę pamiątkową z nazwiskami pracowników PRN zamordowanych przez okupanta. Jako dekorator miejski był również projektantem trybun – podstaw dekoracji okolicznościowych, wnętrz teatrów, filharmonii, hoteli, kin i apteki, pełniąc nad ich wykonaniem nadzór artystyczny. Zaprojektował także wystawę ogrodniczą w Poznaniu, nagrodzoną złotym medalem przez Wydział Plantacji PRN miasta Łodzi. Zaprojektował i pełnił nadzór artystyczny nad organizacją wystaw: Osiągnięć Wyższej Szkoły Gospodarstwa Wiejskiego w Łodzi, a także Wojewódzkiej Rady Narodowej.
Pracował również jako nauczyciel malarstwa i rysunku w: Liceum im. T. Kościuszki w Łodzi, społecznych ognisku artystycznym, Wyższej Szkole Gospodarstwa Wiejskiego w Łodzi oraz w Domu Kultury Nauczyciela w Łodzi.   

### Twórczość
Malował m.in. w stylu art déco. Jest autorem wielu portretów, w tym m.in.: kobiet i mężczyzn ze sfer wojskowych wykonanych w 1932 w Lublinie, czy też portretów mieszkańców Łodzi i Warszawy z okresu 1932–1939. Był też twórcą licznych pejzaży, martwych natur, kompozycji świeckich oraz kościelnych i polichromii.
Jego prace znajdują się w zbiorach Ministerstwa Kultury i Sztuki oraz Muzeum Sztuki w Łodzi, ponadto wiele ze swoich prac przekazał szkołom: Liceum Wychowawczyń Przedszkoli w Łodzi (256 obrazów), Liceum w Koluszkach (50 obrazów), Studium Nauczycielskiemu w Łodzi (24 obrazy), Internatowi Studium Nauczycielskiego w Łodzi (150 obrazów).
Pośmiertnie jego zaprezentowano w Muzeum Historii Miasta Łodzi w ramach wystawy „Łódź. Portret Miasta” (2005).

### Życie prywatne
Był dziesiątym dzieckiem kotłowego w fabryce Izraela Poznańskiego w Łodzi – Franciszka Plicha i Marii z domu Dominiak. W dzieciństwie mieszkał w przyfabrycznych famułach. Był 3-krotnie żonaty: latach 20. z Kamillą, w latach 30. z Zofią, z którą mieszkał w domu przy ul. Tuszyńskiej w Łodzi, zaś w latach 50. ze Stanisławą z domu Blok (1921–1981), z którą miał dwoje dzieci – Marzenę i Bogusława.
Został pochowany na Cmentarzu Zarzew w Łodzi (kwatera: XXX, rząd: 3, grób: 17).

## Odznaczenia
- Srebrny Krzyż Zasługi (1946) w uznaniu zasług położonych dla dobra Demokratycznej Polski w dziele zabezpieczenia porzuconego przez okupanta mienia, odbudowy i uruchomienia Miejskich Zakładów Użyteczności Publicznej, uczelni i licznych warsztatów pracy, jak również stworzenia życia gospodarczego i społecznego na terenie m. Łodzi [7]
- Medal 10-lecia Polski Ludowej (1955)[8]